# 单花莠竹
单花莠竹（学名：Microstegium monanthum），为禾本科莠竹属下的一个植物种。